# Brian Godfrey
Brian Cameron Godfrey (Flint, 1º maggio 1940 – Cipro, 11 febbraio 2010) è stato un calciatore e allenatore di calcio gallese, di ruolo centrocampista.

## Carriera

### Calciatore
Nella stagione 1975 si trasferisce negli Stati Uniti d'America per giocare con i Portland Timbers, allenato da Vic Crowe, divenendone il primo capitano. Con i Timbers vinse la Pacific Division, giungendo a disputare la finale del torneo, perdendola contro i T.B. Rowdies.

## Palmarès

### Giocatore

#### Competizioni regionali
- Monmouthshire/Gwent Senior Cup: 1

Newport County: 1973-1974

### Allenatore

#### Competizioni nazionali
- Southern Football League: 1

Bath City: 1977-1978
- Southern League Cup: 1

Bath City: 1978-1979
- Non League Championship Trophy: 1

Bath City: 1978-1979
- Dorset Senior Cup: 2

Weymouth: 1985-1986, 1986-1987